# جوزيبه بيازي

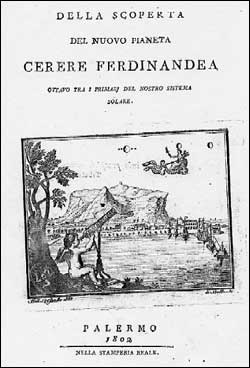
صورة غلاف كتاب لبيازي حول اكتشافه لسيريس، الكوكب الثامن وقتذاك. الصورة تعرض منظر من جهة الشرق لخليج باليرمو وإيروس مع المقراب، وفي السماء: الإلهة سيريس والكوكبين زحل وسيريس.
Stampa Reale، باليرمو 1802م.

جوزيبي بيازي (فالتيلينا في مقاطعة سوندريو شمال إيطاليا، 17 يوليو 1746م - نابولي، 22 يوليو 1826م) كان فلكيا، ورياضياتيا وراهبا في «المجتمع الرهباني الكاثوليكي». اشتهر بيازي باكتشافه كويكب يدعى سيريس عام 1801م في باليرمو. درّس الفلسفة في جنيف، الرياضيات في جامعة مالطا، واللاهوت في روما.

## اكتشاف سيرس
بيازي معروف بشكل خاص لاكتشاف 1 يناير 1801م: جسم بدا له وكأنه يتحرك على خلفية نجوم ثابته. في أول الأمر اعتقد أنه اكتشف نجما جديدا من النجوم الثوابت، لكن لما ظهر له أن هذا الجسم يتحرّك تشكلت عنده قناعة أن هذا الجسم ليس إلا كوكبا أو «نجما جديدا» (nuovo astro) كما سمّاه يومذاك. كان قد أمضى تسعة سنين في توثيق مصنف للنجوم الثوابت، وفي ذلك المساء كان يتحقق من النجم الـ 87 في المصنف الذي أُعد في دير لاكاي - مسكن للرهبان - عندما اكتشف نقطة مضيئة غريبة.
وعن ذلك كتب في مذكرته:
كان الضوء الذي ينبعث منه ضعيف شيئا ما وبنفس لون المشتري، لكن بنفس القدر الإشعاعي كالبقية. لهذا السبب لم أشك في طبيعته. وفي المساء الذي كرّرت فيه مشاهدتي الثانية لاحظت أن هذا الجسم لا يتوافق لا في العلو ولا في الزمن مع سمت الرأس، فبدأت أشك ما إن حدث خطأ ما في الملاحظة الأولى. في وقت لاحق نشأ عندي الظن أن الجسم ممكن أن يكون نجما جديدا. وفي مساء المشاهدة الثالثة تحول الظن عندي إلى يقين عندما اقتنعت أنه ليس بنجم ثابت. مع ذلك انتظرت وتوقفت في الإعلان عن ملاحظاتي حتى مساء المشاهدة الرابعة حين ارتضيت تسجيل الملاحظة ورأيت أنه قد تحرّك بنفس السرعة التي تحرك بها في الأيام السوالف.
اشتبه عليه الأمر ورغم القرائن التي حصل عليها ليفترض أن الجسم كوكب من الكواكب، إلا أنه وبسبب الحذر الشديد أعلن عن اكتشافه مصرحا أن هذا الجسم مذنب. ولم يصرح بقناعته لأحد غير الفلكي الإيطالي برنابا أورياني حيث أرسل إليه بيازي رسالة يعلن فيها عن معاناته مع الاكتشاف، وكتب له:
أعلنت فيما سبق أن هذا النجم مذنب، ولكن بما أنه غير مرفق بأي رذاذ - سديم إنبعاثي - ويواصل حركته ببطئ وبإنتظام، تنتابني مرارة الفكرة أنه شيء أحسن من المذنب. وقد تعمّدت أن لا أعلن في العام عن هذه الفكرة بشكل صريح.
لم يقدر بيازي الإستمرار في متابعة الجسم لحساب مداره بالآلات التي كانت متوفرة له يومها. لكن الرياضياتي المعروف كارل فريدريش غاوس طوّر طريقة جديدة لحساب المدار (المربع الأدنى) التي يستطيع بها الفلكي تحديد آحاد المدار ومن ثم العثور مجدددا على موضع الجسم الفلكي. عندها إتضح أن بيازي كان على حق وأن الجسم ليس بمذنب وإنما كوكب صغير. كما أن قانون بود كان قد تنبّأ بكوكب في نفس الموضع تقريبا.
1. 1 2 3  تاريخ ماكتوتور لأرشيف الرياضيات، QID:Q547473
2. 1 2  www.accademiadellescienze.it (بالإيطالية), QID:Q107212659

## روابط خارجية
- جوزيبه بيازي على موقع الموسوعة البريطانية (الإنجليزية)